# JR東日本E351系電力動車組
E351系電力動車組是東日本旅客鐵道的直流特急型車輛，在1993年12月23日開始以特急「梓號」名義營運，後改稱為「超級梓號」，並於2018年行走完最後一個班次後退出運營，由E353系接替。  
E351系同時是東日本旅客鐵道包含新幹線在內的新製車輛中，是最早被冠上「E」系編號車輛之一。1994年被日本通商產業省（現經濟產業省）選為優良設計商品，即現日本創意文化中心優良設計獎。

## 概要
E351系是被用來取代中央本線上老舊的183系、189系電車以及為了提升速度而開發的電車，製造商為日本車輛製造及日立製作所，因其擺式列車設計令行車時間縮減，所以 E351系稱「超級梓號」，183、189系則稱為「梓號」以玆識別。其基本編組為八輛（S1-S5），其中一輛為綠色車廂，另附屬編組為四輛（S21-S25），兩種編組各五組總計60輛車廂由松本車輛中心負責管理。 
為了對抗與其並行的中央高速巴士，E351系採用了擺式列車的設計，以便在曲線區間保持速度。最高速度為130km/h，新宿站至松本站間最快可於2小時25分鐘抵達，作為山區路線列車最高行駛速度為90km/h。
1993年登場，替換原本部分梓號的183系、189系，隔年時間表修改後正式運行「超級梓號」。
2014年2月4日，JR東日本宣布以E353系取代老化的E351系。現計畫於2018年3月17日修訂時間表後讓E351系退出定期班次服務，統一以E353系運行「超級梓號」班次。
2017年12月E353系正式上路營運，E351系開始廢車解體。
2018年3月16日，本車系定期運用結束，最後執行班次為「超級梓號33號」。
2018年6月，本車系全數解體完畢。

## 形式

### 編組表

#### 量產先行型（出廠時）
|          | ←新宿方向松本方向→ |           |           |           |            |             |             |              |              |           |           |            |
| 基本編組 | 基本編組           | 基本編組  | 基本編組  | 基本編組  | 基本編組   | 基本編組    | 基本編組    | 附屬編組     | 附屬編組     | 附屬編組  | 附屬編組  |            |
| 車廂編號 | 1                  | 2         | 3         | 4         | 5          | 6           | 7           | 8            | 9            | 10        | 11        | 12         |
| 番台區分 | Tc E351 -100       | M E351 -0 | M E350 -0 | T E351 -0 | Ts E351 -0 | M E351 -100 | M E350 -100 | Tc E351 -200 | Tc E351 -300 | M E351 -0 | M E350 -0 | Tc E351 -0 |

#### 量產先行型（量產型出現後修改）
|          | ←新宿方向松本方向→ |              |              |               |               |              |              |              |               |              |              |               |
| 附屬編組 | 附屬編組           | 附屬編組     | 附屬編組     | 基本編組      | 基本編組      | 基本編組     | 基本編組     | 基本編組     | 基本編組      | 基本編組     | 基本編組     |               |
| 車廂編號 | 1                  | 2            | 3            | 4             | 5             | 6            | 7            | 8            | 9             | 10           | 11           | 12            |
| 番台區分 | Tc E351 -1100      | M E351 -1000 | M E350 -1000 | Tc E351 -1200 | Tc E351 -1300 | M E351 -1000 | M E350 -1100 | T E351 -1000 | Ts E351 -1000 | M E351 -1100 | M E350 -1000 | Tc E351 -1000 |
| 座席     | 指定席             | 指定席       | 自由席       | 自由席        | 自由席        | 自由席       | 指定席       | 指定席       | 指定席        | 指定席       | 指定席       | 指定席        |

#### 量產型
|          | ←新宿方向松本方向→ |           |           |              |              |           |             |           |            |             |           |            |
| 附屬編組 | 附屬編組           | 附屬編組  | 附屬編組  | 基本編組     | 基本編組     | 基本編組  | 基本編組    | 基本編組  | 基本編組   | 基本編組    | 基本編組  |            |
| 車廂編號 | 1                  | 2         | 3         | 4            | 5            | 6         | 7           | 8         | 9          | 10          | 11        | 12         |
| 番台區分 | Tc E351 -0         | M E351 -0 | M E350 -0 | Tc E350 -100 | Tc E351 -100 | M E351 -0 | M E350 -100 | T E351 -0 | Ts E351 -0 | M E351 -100 | M E350 -0 | Tc E350 -0 |
| 座席     | 指定席             | 指定席    | 自由席    | 自由席       | 自由席       | 自由席    | 指定席      | 指定席    | 指定席     | 指定席      | 指定席    | 指定席     |

## 規格及構造
最初建造的兩列量產先行車曾編號為 0番台（基本番台），其後因量產型出現而更改編號為 1000番台以作區分，而1995年建造的三列量產型的車輛編號則接續量產先行車編號 (3 - 5) 。量產先行車與量產型的內外規格均有稍微差異。

### 車體
列車車體與651系相同為普通鋼製，但較為輕量化，又由於在運用於擺式列車時車輛淨空的關係，因此整體車體斷面形狀係呈現卵型構造。
另外本車的貫通幌採用連結時自動彈出模式。車側的顯示器為字幕式。

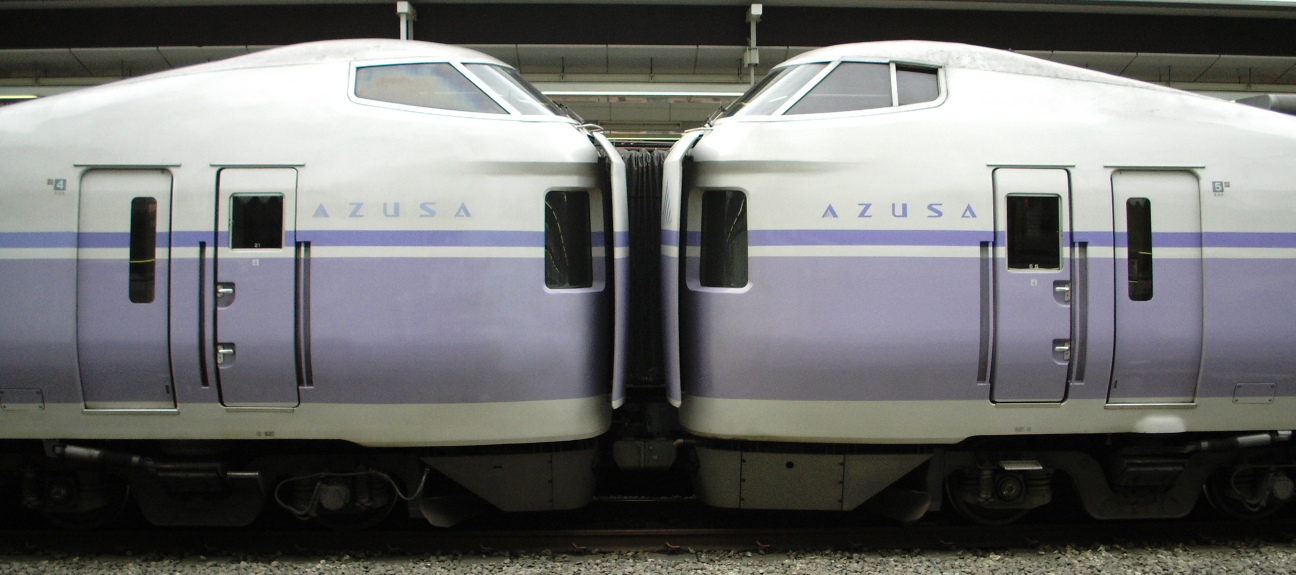
E351系附屬編組與基本編組的連結部

### 控制和電機裝置
本車系皆搭載VVVF，惟量產先行車使用GTO模組，而量產車為IGBT模組，這令此兩種車輛磁勵音不同。
傾斜裝置為可控制自然傾斜，使用區間為八王子以北（往松本方向），為避免集電弓因傾斜脫離電車線，其台座藉由支撐架直接貫穿車體連於轉向架上。

### 制動裝置
制動裝置含電傳操縱空氣制軔、發電制軔、再生制軔、抑速制軔、耐雪制軔。另外配有定速行駛裝置。

### 運轉及保安裝置
列車駕駛台的主控桿為左手操作方式，並有2組顯示器顯示車輛狀況和運行資訊。
列車保安裝置為ATS-P型與ATS-SN型併設。近年來在全檢後並增加ATS-Ps型保安裝置的設置。
列車的音樂警笛採用與255系電車一樣的型式。

### 室內設備
列車洗手間備有坐式馬桶以及男士用小便斗，排泄物以真空式裝置處理。量產先行車建造時則採用循環式裝置，後改為與量產型相同的真空式。
2007年3月18日後，因應全車禁煙，原本部分車輛的煙灰缸撤去。

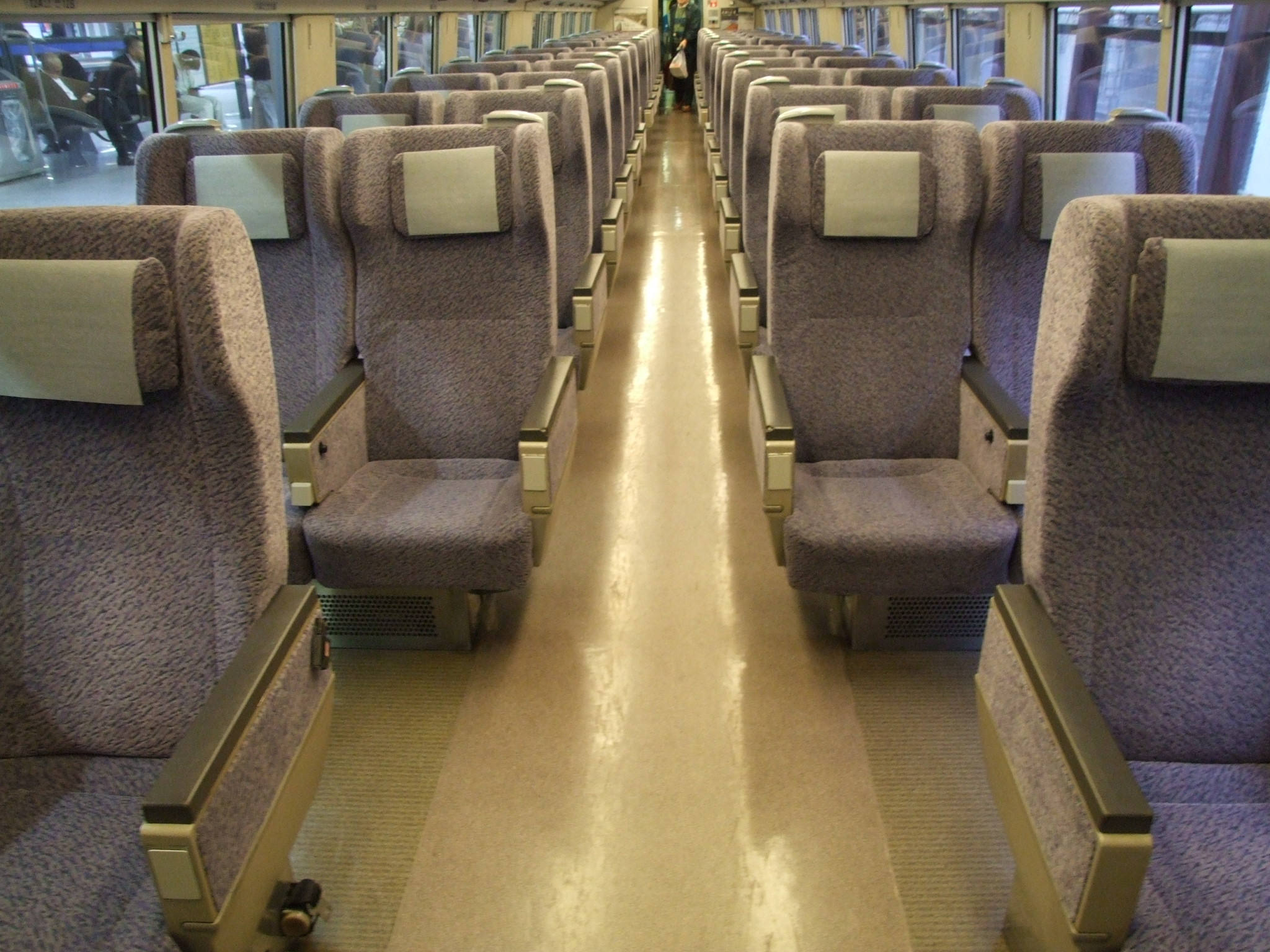
綠色車廂內部
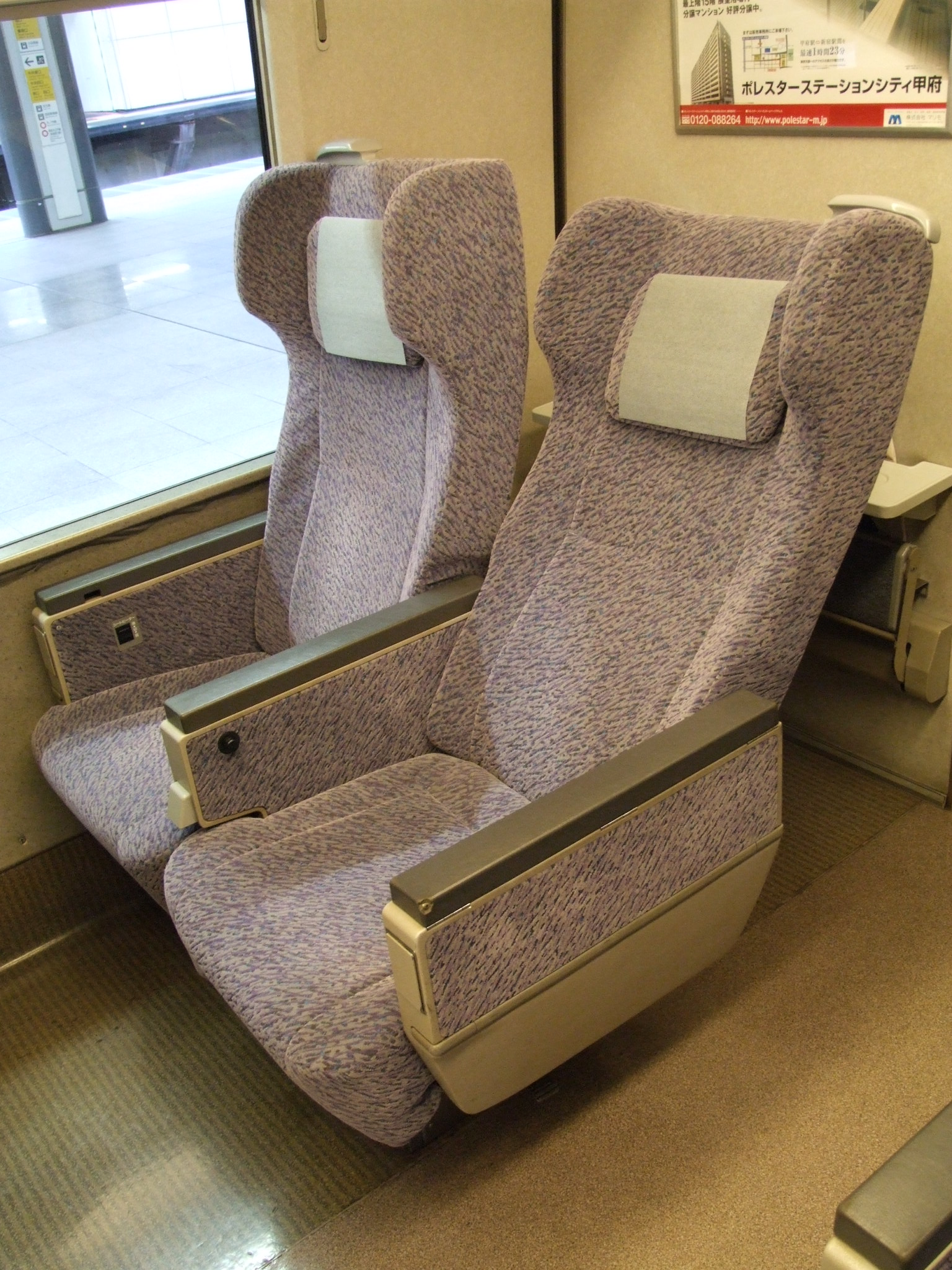
綠色車廂內的特等席
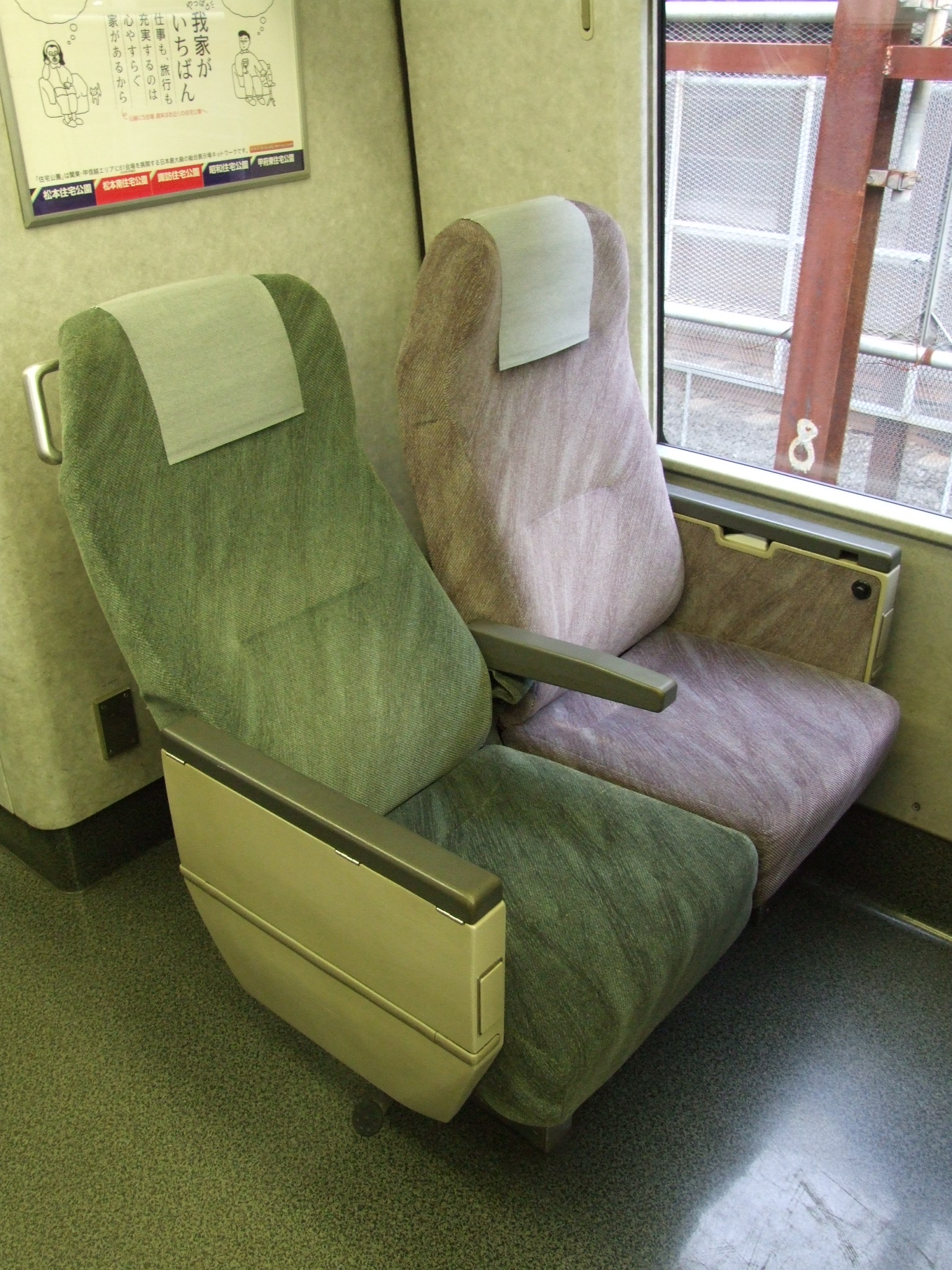
普通席

## 運用變遷
1993年登場，替換原本部分梓號的183系、189系，1994年12月3日後正式運行「超級梓號」。

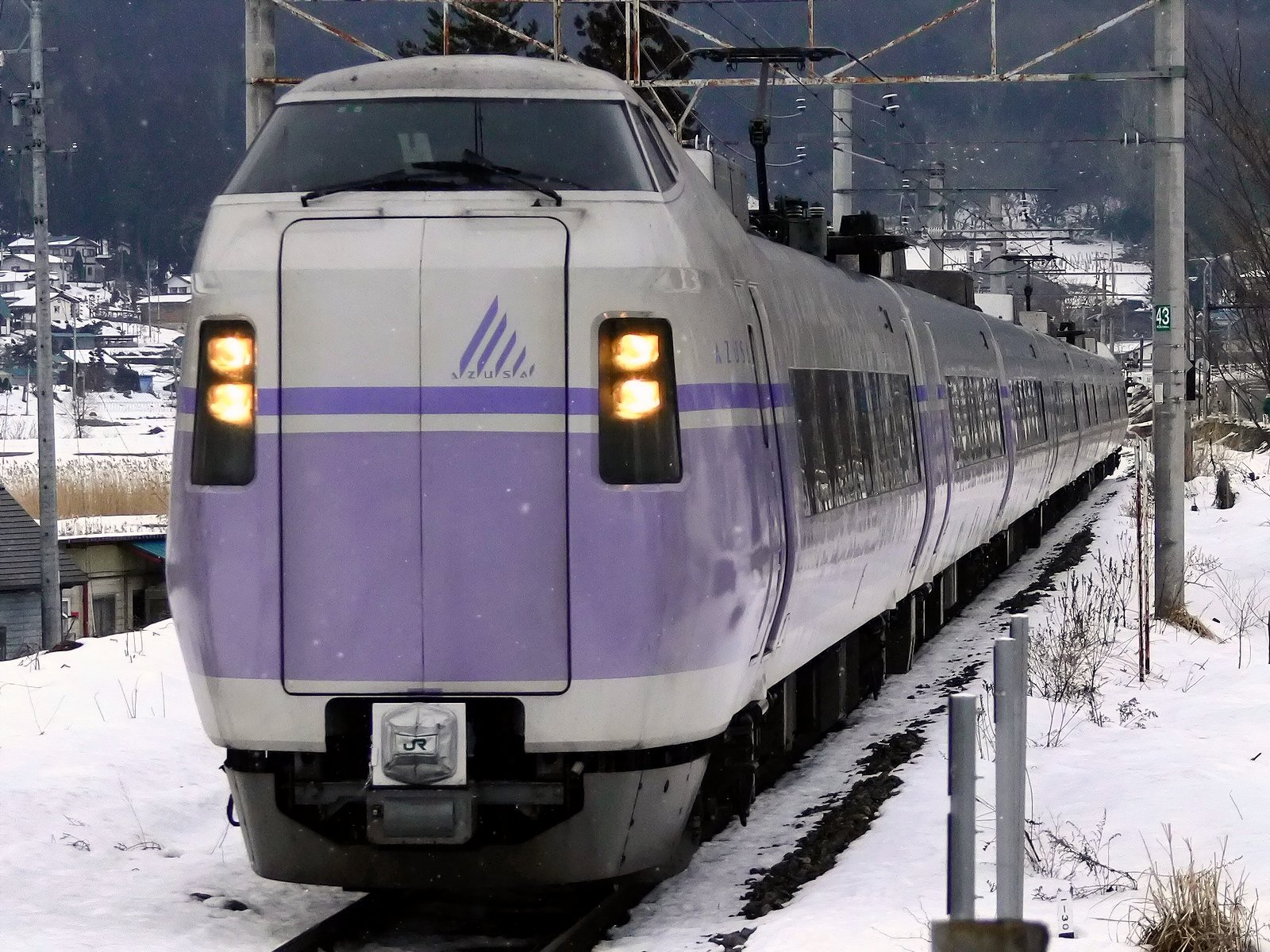
貫通門端行駛樣貌

2008年3月14日，運行於湘南新宿線直通東海道線，同年3月17日，開始運行部分的「中央 Liner」。
2010年，大糸線直通運轉隨著「超級梓號6號」起始站更改而取消，至此貫通型端面正線行駛畫面變得稀少。
2014年2月4日，JR東日本宣布以E353系取代老化的E351系。
2017年12月E353系正式上路營運，E351系開始廢車解體，S2+S22和S5+S25廢車。
2018年3月16日，本車系定期運用結束，最後運行班次為「超級梓號33號」。
2018年4月7日，S3+S23執行「ありがとうE351系 松本～新宿ラストランの旅」，本車系運轉結束。

## 事故
1997年10月21日，S3+S23編組運行「超級梓號13號」於大月站撞擊調度中的201系（該列車ATS未使用），列車脫軌翻覆，S3編組中的5輛車廂由於受損嚴重而解體，事後日立製作所以新造名義修復此編組，期間部分班次以189系11輛編組替代行駛。

## 外部連結
- JR東日本車輛圖鑑E351系
- 優良設計獎受獎概要 （页面存档备份，存于）（日語）